# Никитцы
Ники́тцы (Ники́тца, Ники́тцинская) — бывшая деревня в Ненецком автономном округе России. Расположена на правом берегу реки Печора, в 15 км севернее Нарьян-Мара. Возникла на месте жиры Никитцы, где в 1679 году находилось четыре жилых двора. Название деревня получила от фамилии первопоселенцев Никитцыных. В 1897 году в деревне было 25 дворов местных крестьян, проживало 64 мужчины и 69 женщин. В 1928 году — 34 хозяйства. В 1933 — 30 хозяйств. Основные занятия населения деревни: рыбная ловля, охота, разведение скота. В 1929 году в Никитцах был создан колхоз «Никитцинский», в 1936 году переименованный в «Большевик», который в 1955 объединён с колхозом «Красное Знамя» в деревне Куя, в связи с этим началось переселение жителей в Кую. С начала 1920-х годов до 1960 года Никитцы — центр Куйского сельсовета, до 1963 года — Приморско-Куйского сельсовета. В 1963 в деревне — 196 жителей, в 1977 — 4 хозяйства, 5 жителей. С начала 1980-х годов деревня стала неофициальным дачным посёлком и постоянного населения не имеет.